# أحمد مراد
أحمد مراد (مواليد 14 فبراير 1978) هو كاتب وروائي وكاتب سيناريو ومصور ومصمم رسوميات مصري، تخرّج من مدرسة ليسيه الحرية بباب اللوق سنة 1996، قبل أن يلتحق بالمعهد العالي للسينما ليدرس التصوير السينمائي، وتخرّج عام 2001 بترتيب الأول على القسم، ونالت أفلام تخرّجه الهائمون، الثلاث ورقات، وفي اليوم السابع. جوائز للأفلام القصيرة في مهرجانات بإنجلترا وفرنسا وأوكرانيا.
ألف العديد من الروايات ومنها: فيرتيجو، وتراب الماس، والفيل الأزرق، والتي كانت ضمن القائمة القصيرة لجائزة البوكر العربية عام 2014 ورواية 1919 وأرض الإله وغيرها.
شارك في تأليف عدة أفلام منها: الفيل الأزرق عن رواية له تحمل نفس الاسم، كذلك قام بتأليف فيلم الأصليين.

## النشأة
وُلد أحمد مراد في 14 فبراير 1978 بحي السيدة زينب في مدينة القاهرة، وسط أسرة مصرية من الطبقة المتوسطة. نشأ في بيئة تُشجع على القراءة، حيث كانت والدته تحثه على مطالعة الكتب منذ صغره، مما أسهم في تنمية شغفه المبكر بالأدب والسرد القصصي.
ارتبط مراد بالصورة منذ طفولته، حيث كان يحب استخدام كاميرا والده، الأمر الذي زرع فيه حب التصوير ورسّخ بداخله رابطًا مبكرًا بينه وبين الصورة كوسيلة للتعبير. كان كثيرًا ما يُمارس التصوير كهواية قبل أن يقرر احترافها لاحقًا.
أكمل دراسته الثانوية في مدرسة ليسيه الحرية بباب اللوق، وتخرج منها عام 1996. بعد ذلك التحق بـالمعهد العالي للسينما قسم التصوير السينمائي، حيث برز شغفه الفني بشكل واضح، إلى أن تخرج عام 2001 بتقدير امتياز وكان الأول على دفعته. قدّم خلال دراسته أفلامًا قصيرة مثل الهائمون، والثلاث ورقات، وفي اليوم السابع، حصدت جوائز في مهرجانات دولية بالمملكة المتحدة وفرنسا وأوكرانيا.

## مسيرته الفنية
بدأت المسيرة الفنية لأحمد مراد كمصور فوتوغرافي وسينمائي بعد تخرجه من المعهد العالي للسينما، حيث عمل في البداية في مجالات التصوير وتصميم الجرافيك، كما عمل لفترة مصورًا خاصًا لرئيس الجمهورية الأسبق حسني مبارك. أسهمت خبرته البصرية والسينمائية في تشكيل رؤيته الإبداعية لاحقًا ككاتب، خصوصًا في التوظيف البصري والسينمائي داخل السرد الروائي.
دخل عالم الأدب من أوسع أبوابه عام 2007 بإصداره روايته الأولى فيرتيجو، وهي رواية بوليسية تدور في أوساط الطبقة الأرستقراطية المصرية، وتناولت قضايا الفساد والسلطة والقتل. نالت الرواية شهرة واسعة وتمت ترجمتها إلى عدة لغات، من بينها الإنجليزية والفرنسية والإيطالية، كما تحولت إلى مسلسل تلفزيوني عُرض في رمضان عام 2012 من بطولة هند صبري.
في عام 2010، أصدر روايته الثانية تراب الماس، التي حققت نجاحًا كبيرًا وتمت ترجمتها أيضًا إلى لغات أوروبية. وبعد أعوام، تحولت الرواية إلى فيلم سينمائي من إنتاج شركة نيوسنشري وإخراج مروان حامد، وقام ببطولته عدد من النجوم المصريين عام 2018.
عام 2012 كان نقطة تحول كبرى في مسيرته مع صدور رواية الفيل الأزرق، التي تمزج بين علم النفس والغموض والتشويق. تصدرت الرواية قوائم المبيعات في مصر والعالم العربي، ووصلت إلى القائمة القصيرة لـ الجائزة العالمية للرواية العربية (البوكر) عام 2014. لاحقًا تحولت إلى فيلم سينمائي من بطولة كريم عبد العزيز ونيللي كريم وخالد الصاوي، ولاقى الفيلم نجاحًا جماهيريًا كبيرًا، وتبعه جزء ثانٍ في عام 2019.
واصل مراد تنويع إنتاجه الأدبي، فكتب رواية 1919 (2014) التي استلهمت أجواء الثورة المصرية ضد الاحتلال البريطاني، وتم تحويلها إلى فيلم سينمائي بعنوان كيرة والجن عُرض عام 2022. ثم أصدر أرض الإله (2016) التي تطرق فيها إلى تاريخ مصر القديم والصراع بين السلطة والدين، تلاها موسم صيد الغزلان (2017) ذات الطابع المستقبلي الفلسفي، ولوكاندة بير الوطاويط (2020) التي عاد فيها إلى أسلوب التحقيقات والغموض في سياق تاريخي.
إلى جانب الرواية، كتب مراد السيناريو السينمائي لعدة أفلام، ويُعد من القلائل الذين جمعوا بين الكتابة الروائية والسيناريو الناجح. في عام 2022، أصدر كتابًا بعنوان القتل للمبتدئين، قدّمه كدليل إرشادي عملي في كتابة السيناريو بأسلوب مبسط واحترافي، يُناسب المبتدئين والمهتمين بهذا الفن.

## أسلوبه الأدبي
يتميّز أسلوب أحمد مراد الأدبي بمزجٍ واضح بين السرد الروائي التقليدي والتقنيات السينمائية الحديثة، حيث تتسم أعماله بطابع بصري قوي، يظهر في الوصف الدقيق للمشاهد، وتسلسل الأحداث بطريقة أقرب إلى المونتاج السينمائي. ويعكس ذلك خلفيته الأكاديمية والمهنية كمصور وسينمائي، حيث يعتمد على بناء مشاهد مشحونة بصريًا، وإيقاع سريع في تطور الحبكة.
يُعرف مراد باستخدامه المكثّف للتشويق والغموض، واهتمامه بتفاصيل الشخصيات النفسية والمعقدة، وخاصة في روايات مثل الفيل الأزرق وموسم صيد الغزلان، حيث يغوص في أعماق الوعي البشري ويطرح تساؤلات وجودية حول العقل، الإيمان، والحرية. كما يميل في بعض أعماله إلى الدمج بين الواقع والخيال، وإدخال عناصر من علم النفس، والميتافيزيقا، والخيال العلمي، مما يمنح رواياته طابعًا مركّبًا بين الأدب والفلسفة والدراما النفسية.
يتنوع أسلوبه بين اللغة العربية الفصحى ولغة الحوار العامي، بحسب طبيعة النص والشخصيات، لكنه يحرص غالبًا على وضوح اللغة وسلاسة الأسلوب. وتتميز كتاباته أيضًا بـالإيقاع السردي السريع، وكثافة الأحداث، ما يجعلها قريبة من أجواء الأفلام البوليسية والإثارة.
يتناول مراد في أعماله موضوعات تتعلق بـالسلطة، الهوية، الفساد، التاريخ، الصراع العقلي والنفسي، والعلاقات الإنسانية، كما يظهر لديه ميل لاستلهام خلفيات تاريخية أو سياسية ثم إعادة توظيفها في قالب درامي معاصر.

## أعماله

### الروايات
- رواية فيرتيجو
- رواية تراب الماس
- رواية الفيل الأزرق
- رواية 1919
- رواية أرض الإله
- رواية موسم صيد الغزلان
- رواية لوكاندة بير الوطاويط
- كتاب القتل للمبتدئين
- رواية أبو الهول

### أفلام ومسلسلات
- مسلسل فيرتيجو
- فيلم الفيل الأزرق
- فيلم الأصليين
- فيلم تراب الماس
- فيلم الفيل الأزرق 2
- فيلم كيرة والجن

## جوائز وتشريفات
- 2007: جائزة البحر الأبيض المتوسط للثقافة عن رواية فيرتيجو.
- 2014: القائمة القصيرة لجائزة البوكر العربية عن رواية الفيل الأزرق.
- 2017: جائزة الدولة للتفوق.

## وصلات خارجية
- الموقع الرسمي
- أحمد مراد على موقع IMDb (الإنجليزية)
- أحمد مراد على موقع الدهليز
- أحمد مراد على موقع قاعدة بيانات الأفلام العربية
- أحمد مراد على موقع قاعدة بيانات الفيلم (الإنجليزية)
- أحمد مراد على موقع كينوبويسك (الروسية)
- لقاء أحمد مراد مع باسم يوسف على يوتيوب
- صفحة أحمد مراد على موقع أبجد